# Răduiești
Răduiești – wieś w Rumunii, w okręgu Vaslui, w gminie Delești. W 2011 roku liczyła 228 mieszkańców.